# Pariser Luftfahrtabkommen
Das Pariser Luftfahrtabkommen vom 13. Oktober 1919 war das erste internationale Luftfahrtabkommen zur Regulierung der Luftverkehrsfahrt.

## Pariser Luftfahrtabkommen vom 13. Oktober 1919
Mit dem Pariser Luftfahrtabkommen von 1919 wurde anlässlich der Friedenskonferenz in Paris erstmals versucht, die diversen nationalen Vorgaben zur Regulierung des Luftverkehrs zu koordinieren. Ausgearbeitet wurde das Abkommen von den Siegermächten des Ersten Weltkrieges. Unterzeichnet wurde das Abkommen von 26 der 32 alliierten Staaten (aber nicht von den USA): Belgien, Bolivien, Brasilien, Vereinigtes Königreich, China, Kuba, Ecuador, Frankreich, Griechenland, Guatemala, Haiti, Hedschas, Honduras, Italien, Japan, Liberia, Nicaragua, Panama, Peru, Polen, Portugal, Rumänien, das Königreich Jugoslawien, Siam, Tschechoslowakei und Uruguay. Ratifiziert wurde das Abkommen letztlich von 11 Staaten, darunter Persien, welches ursprünglich nicht zu den Unterzeichnern gehörte. Das Abkommen trat 1922 in Kraft.
Da das Abkommen nur von den Siegerstaaten des Ersten Weltkriegs ausgearbeitet und auf ihre Ansprüche zugeschnitten worden war, wies es aus Sicht der übrigen Staaten gravierende Mängel auf. Deshalb traten viele Staaten, darunter auch die Schweiz, dem Abkommen nicht bei. Diese Mängel wurden dann 1932 behoben.
1944 wurde das Abkommen durch das Abkommen über die Internationale Zivilluftfahrt („Chicagoer Abkommen“) abgelöst, das – mit Überarbeitungen – bis heute in Kraft ist.

## Pariser Luftfahrtabkommen vom 21. Mai 1926
Nach dem Ersten Weltkrieg musste Deutschland aufgrund des Friedensvertrags von Versailles seinen gesamten Bestand an Militärflugzeugen abgeben und es wurde ihm verboten, neue Militärflugzeuge oder Militärflugzeugmuster herzustellen. Privatunternehmen durften Zivilflugzeuge herstellen, allerdings wurde die Größe der Flugzeuge sowie das Ausmaß der Flugzeugindustrie durch den Vertrag deutlich begrenzt.
Im Pariser Luftfahrtabkommen vom 21. Mai 1926 erreichte Deutschland jedoch die Zurücknahme dieser Beschränkungen für den Bereich der zivilen Luftfahrt. Daraufhin wurde stark in die Zivilluftfahrt investiert, insbesondere durch die Fusion der Deutschen Aero Lloyd mit der Junkers Luftverkehr am 6. Januar 1926 zur „Deutsche Luft Hansa Aktiengesellschaft“ (Lufthansa), dem damals größten Luftfahrtunternehmen der Welt.
Weiterhin verboten blieb das Führen einer Luftwaffe. Heftig diskutiert wurde deshalb die Zahl der Reichswehrangehörigen, welche aus „privaten Gründen“ Sportflieger betreiben durften. Die Siegermächte erlaubten anfangs deren 15, während die Reichswehr deren 200 forderte. Letzten Endes einigte man sich auf 72.